# Pinós
Pinós est une commune de la comarque du Solsonès dans la province de Lérida en Catalogne (Espagne).

## Géographie

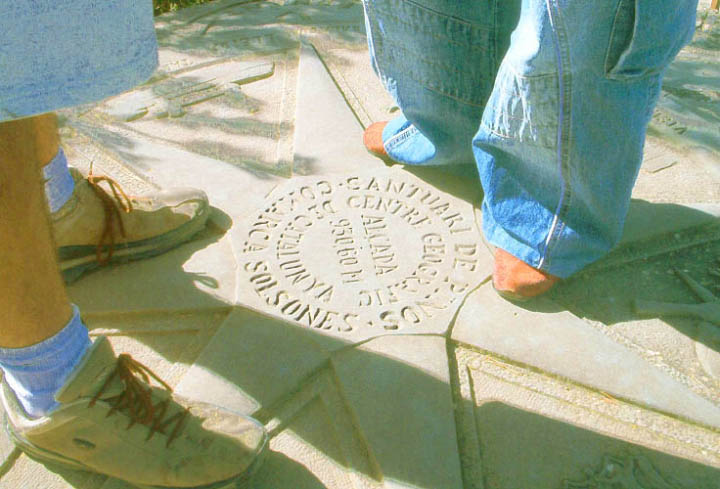
Plaque signalant le centre géographique de la Catalogne.

Commune située dans les Pyrénées, elle présente la double particularité de revendiquer le centre géographique de la Catalogne, et de détenir une exclave au nord-est, au niveau du pont de Malagarriga (ca), entre Cardona et Navàs.